# Paraphoides errantaria
Paraphoides errantaria är en fjärilsart som beskrevs av Mcdunnough 1940. Paraphoides errantaria ingår i släktet Paraphoides och familjen mätare. Inga underarter finns listade i Catalogue of Life.